# Island in the Sun
Singles de Weezer
Hash Pipe Photograph
Island in the Sun est une chanson du groupe Weezer. Elle figure dans l'album Weezer (l'album vert), en 4e piste.
La chanson fut un grand succès commercial, et est aujourd'hui unes des chansons les plus reconnaissables du groupe. Elle fut utilisée dans de nombreux médias, notamment en France dans des spots publicitaires pour La Banque postale.

## Clips
Deux clips furent réalisés. Le premier, réalisé par Marcos Siega, montre le groupe jouant à un mariage mexicain. Le deuxième, réalisé par Spike Jonze (qui avait réalisé le clip du morceau Buddy Holly pour le groupe sept ans auparavant), montre les membres du groupe jouant avec divers animaux sauvages sur une colline près de Simi Valley.
Tandis que la première vidéo montre les quatre membres du groupe, la deuxième exclut le bassiste Mikey Welsh, qui avait déjà quitté le groupe au moment du tournage.